# Bandiera destra di Bairin
La bandiera destra di Bairin (巴林右旗S, Bālín Yòu QíP) è una bandiera della Cina, appartenente alla regione autonoma della Mongolia Interna e amministrata dalla prefettura di Chifeng.